# Street Sharks (animatieserie)
Street Sharks is een Amerikaanse superhelden animatieserie over de avonturen van misdaadbestrijdende half-mens/half-haaien. Het werd geproduceerd door DIC Productions, L.P. en Bohbot Entertainment met als doel het adverteren van een collectie actiefiguren van Mattel. De serie werd in de Verenigde Staten vanaf 7 september 1994 uitgezonden op de Amerikaanse zender Bohbot Kids Network en eindigde op 18 mei 1997 na 3 seizoenen. Het laatste seizoen werd uitgezonden door de American Broadcasting Company. Op 19 februari 2013 bracht Mill Creek Entertainment de volledige serie uit op DVD.

## Inhoud
Street Sharks speelt zich grotendeels af in de fictieve stad Fission City. Het volgt de avonturen van  vier broers: Ripster, Jab, Streex en Big Slammu, die door een genetisch experiment zijn veranderd in antropomorfe haaiachtige wezens. Ze worden bekend als de "Street Sharks" en nemen het op tegen de kwaadaardige Dr. Luther Paradigm, die zelf is veranderd in een mutant en nu bekendstaat als "Dr. Piranoid." De Street Sharks gebruiken hun haaiachtige krachten en uitrusting om de stad te beschermen tegen mutanten en andere bedreigingen, terwijl ze op zoek gaan naar een manier om hun normale menselijke levens terug te krijgen.

## Rolverdeling

### Hoofdrollen
- Lee Tockar als John "Ripster" Bolton. Ripster is de oudste van de vier broers die zijn veranderd in haaiachtige wezens als gevolg van een genetisch experiment, zijn DNA is gecombineerd met het DNA van de witte haai.
- Matt Hill als Clint "Jab" Bolton is een van de vier broers die zijn getransformeerd in haaiachtige wezens, zijn DNA is gecombineerd met het DNA van de hamerhaai.
- Andrew Rannells als Bobby "Streex" Bolton. Streex is een van de vier broers die zijn getransformeerd in haaiachtige wezens, zijn DNA is gecombineerd met het DNA van de tijgerhaai.
- D. Kevin Williams als Clint "Big Slammu" Bolton. Big Slammu is de jongste van de vier broers die zijn veranderd in haaiachtige wezens, zijn DNA is gecombineerd met het DNA van de walvishaai.
- John Michael Lee als Dr. Luther "Piranoid" Paradigm. Dr. Piranoid is een prominente en kwaadaardige wetenschapper zijn DNA is gecombineerd met het DNA van de piranha.
- Jim Hoggatt als Bends. Bends staat bekend om zijn briljante technische vaardigheden en intellect. Bends is een trouwe vriend en een onmisbare bondgenoot voor de Street Sharks.
- Pam Carter als Lena Mack. Lena Mack is een student van Dr. Paradigm. Ze staat de broers bij wanneer ze maar kan.

## Merchandise
De makers van de speelgoedlijn waren David Siegel en Joe Galliani van Mr. Joe's Really Big Productions. De actiefiguren werden uitgebracht tussen 1994 en 1997 in acht verschillende sets. Op 27 augustus 2021 bracht Mattel via hun Mattel Creations label drie nieuwe actiefiguren uit. Deze actiefiguren zijn gebaseerd op ontwerpen die nooit in de animatieserie zijn gebruikt. Mattel heeft aangekondigd dat ze een retro-actiefigurenset gaan uitbrengen ter gelegenheid van het 30-jarig jubileum van Street Sharks. Deze actiefiguren worden gemaakt op bestelling via het Mattel Creations label.